# Bartolomeo da Urbino
Bartolomeo di Giovanni Corradini da Urbino dit Bartolomeo da Urbino ou Bartolomeo di Giovanni (né vers 1465 à Urbino, mort vers 1534 dans la même ville) est un peintre italien de la seconde moitié du XVe et du début du XVIe siècle, se rattachant à l'école romaine. Un de ses tableaux est conservé au musée du Louvre.

## Œuvres
- Vierge et l'Enfant, Musée du Petit Palais (Avignon)
- Vierge et l'Enfant, Palais des beaux-arts de Lille
- Saint Jean-Baptiste, Musée Condé, Chantilly
- Le Cortège de Thétis  et les Noces de Thétis et de Pelée, panneaux de cassoni démembrés et dispersés, musée du Louvre, Paris

## Sources
- Marie-Nicolas Bouillet  et Alexis Chassang (dir.), « Bartolomeo da Urbino » dans Dictionnaire universel d’histoire et de géographie, 1878 (lire sur Wikisource)